# 吉田町 (埼玉県)

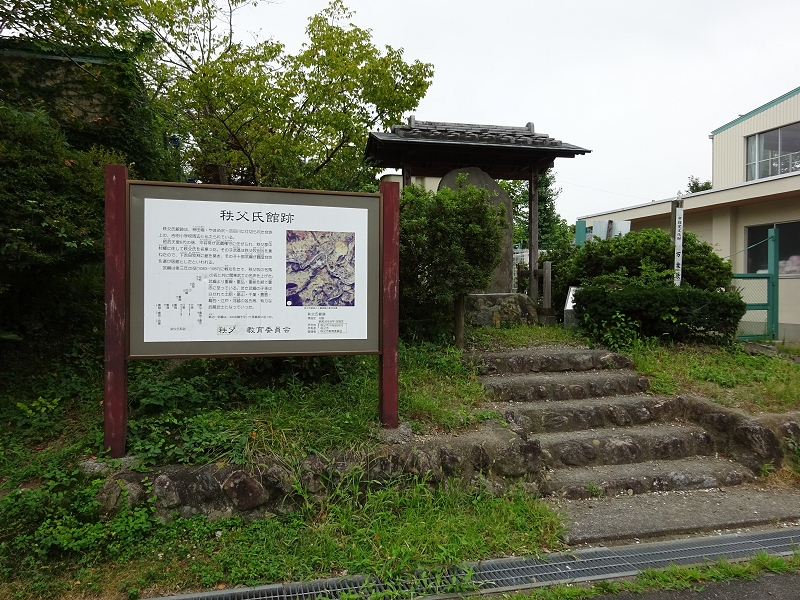
秩父氏館

吉田町（よしだまち）は、かつて、埼玉県西部、秩父郡にあった町である。2005年4月1日、秩父市・荒川村・大滝村と合併し、新たに秩父市となった。

## 地理

### 隣接していた自治体
- 埼玉県
  - 秩父市
  - 秩父郡：小鹿野町、皆野町
- 群馬県
  - 多野郡：神流町、鬼石町

## 歴史
- 1889年（明治22年）4月1日 町村制施行により、下吉田村、阿熊村、久長村が合併し秩父郡下吉田村（しもよしだむら）が成立する。
- 1928年（昭和3年）11月10日 下吉田村が町制施行・改称し吉田町となる。
- 1956年（昭和31年）8月1日 上吉田村と合併し新たに吉田町を新設する。
- 2005年（平成17年）4月1日 秩父市、荒川村、大滝村と合併し新たに秩父市を新設する。

## 行政
歴代首長
| 代（旧町） | 氏名       | 就任年月日     | 退任年月日     |
| ---------- | ---------- | -------------- | -------------- |
| 初         | 引間卯太八 | 1890年4月1日   | 1892年3月31日  |
| 2          | 引間伊惣治 | 1892年4月1日   | 1896年3月31日  |
| 3          | 肥土三郎平 | 1896年4月1日   | 1896年12月10日 |
| 4          | 岸十七吉   | 1897年1月5日   | 1899年3月31日  |
| 5          | 関根国八   | 1901年4月1日   | 1906年4月15日  |
| 6          | 北永吉     | 1906年4月28日  | 1907年3月10日  |
| 7          | 笠原雄吉   | 1910年5月13日  | 1910年8月15日  |
| 8          | 船崎森作   | 1910年11月19日 | 1914年11月10日 |
| 9          | 黒石倉三郎 | 1914年11月24日 | 1917年10月11日 |
| 10         | 林鹿蔵     | 1917年11月11日 | 1920年4月20日  |
| 11         | 杉山米吉   | 1920年5月10日  | 1924年4月25日  |
| 12         | 倉林梁作   | 1924年5月5日   | 1929年11月29日 |
| 13         | 新井敬作   | 1930年1月17日  | 1934年1月16日  |
| 14         | 高田直三   | 1934年2月10日  | 1946年2月9日   |
| 15         | 新井雄平   | 1946年5月31日  | 1951年4月4日   |
| 16         | 新井敬作   | 1951年4月23日  | 1954年7月31日  |
| 17         | 高田直三   | 1954年9月1日   | 1956年7月31日  |
| 代（新町） | 氏名       | 就任年月日     | 退任年月日     |
| 初代       | 高田直三   | 1956年8月26日  | 1960年8月25日  |
| 2 - 4代    | 落合友衛   | 1960年8月26日  | -              |
| 5 - 6代    | 新井一郎   | -              | -              |
| 7 - 8代    | 落合幾三   | -              | -              |
| 9代        | 新井一郎   | -              | -              |
| 10 - 13代  | 猪野正一   | -              | -              |

## 交通
- 道の駅
  - 龍勢会館

## 史跡
- 秩父氏館：県指定史跡
- 貴布祢神社：旧村社
- 椋神社

## 観光
- 秩父吉田の龍勢

## 関連文献
- 「久長村」『新編武蔵風土記稿』 巻ノ261秩父郡ノ13、内務省地理局、1884年6月。NDLJP:764014/29。
- 「阿熊村」『新編武蔵風土記稿』 巻ノ261秩父郡ノ13、内務省地理局、1884年6月。NDLJP:764014/30。
- 「下吉田村」『新編武蔵風土記稿』 巻ノ261秩父郡ノ15、内務省地理局、1884年6月。NDLJP:764014/50。